# Lentvaris
Lentvaris (polska Landwarów) är en stad i Vilnius län i Litauen. Staden har 10 509 invånare år 2015.